# Heterocrossa sarcanthes
Heterocrossa sarcanthes är en fjärilsart som först beskrevs av Edward Meyrick 1918.  Heterocrossa sarcanthes ingår i släktet Heterocrossa och familjen Carposinidae. Inga underarter finns listade i Catalogue of Life.